# Tim McGraw & Friends
Tim McGraw & Friends è una raccolta discografica del cantante country statunitense Tim McGraw, pubblicata nel 2013.

## Tracce
1. Sail On (con Lionel Richie) – 5:05
2. Twisted (con Colt Ford) – 4:17
3. Owe Them More Than That (con Kenny Rogers) – 4:11
4. Me and Tennessee (con Gwyneth Paltrow) – 4:44
5. Middle Age Crazy (con Jerry Lee Lewis & Jon Brion) – 3:44
6. Can't Hurt a Man (con Randy Travis) – 2:46
7. Find Out Who Your Friends Are (con Tracy Lawrence) – 3:48
8. Cold, Cold Heart (con Tony Bennett) – 3:15
9. Milk Cow Blues (con Ray Benson) – 5:53
10. Bring On the Rain (con Jo Dee Messina) – 3:59
11. It's Your Love (con Faith Hill) – 3:45